# Східно-центральна частина штату Парана (мезорегіон)
Східно-центральна частина штату Парана (порт. Mesorregião do Centro Oriental Paranaense) — адміністративно-статистичний мезорегіон в Бразилії, входить в штат Парана. Населення становить 679 379 чоловік на 2006 рік. Займає площу 21 849,546 км². Густота населення — 31,1 чол./км².

## Склад мезорегіону
В мезорегіон входять наступні мікрорегіони:
1. Жагуаріаїва
2. Понта-Гроса
3. Телемаку-Борба

| Бразилія | Це незавершена стаття з географії Бразилії. Ви можете допомогти проєкту, виправивши або дописавши її. |